# Diego Fabbrini
Diego Fabbrini (San Giuliano Terme, 31 luglio 1990) è un calciatore italiano, centrocampista o attaccante svincolato.

## Caratteristiche tecniche
È un esterno offensivo che all'occorrenza può essere schierato come trequartista o come seconda punta.

## Carriera

### Club
Cresciuto nelle giovanili dell'Empoli, debutta in prima squadra e in Serie B il 21 agosto 2009, a 19 anni, nella partita in casa contro il Piacenza (2-0), subentrando nel corso dell'incontro a Francesco Lodi. Il 6 marzo 2010 realizza il suo primo gol nella sconfitta esterna contro il Cittadella (2-1). Alla sua prima stagione da professionista colleziona 30 presenze in campionato.
Il 31 agosto 2010 l'Udinese ne rileva la metà del cartellino, col giocatore che rimane un altro anno in Toscana, in compartecipazione tra le due società. Nella sua seconda stagione con l'Empoli il suo rendimento risulta meno continuo.
Il 23 giugno 2011 viene rinnovata la compartecipazione e Fabbrini passa all'Udinese. In seguito l'Udinese rileva interamente il calciatore. Il suo esordio coincide con la sua prima presenza nelle coppe europee: il 24 agosto entra infatti nel secondo tempo di Udinese-Arsenal (1-2) valida per il ritorno dei play-off di Champions League, nei quali l'Udinese viene eliminata. Il 15 settembre fa il suo esordio in Europa League, giocando titolare contro il Rennes. Il 25 settembre esordisce in Serie A entrando al posto di Gabriel Torje nel secondo tempo della partita Cagliari-Udinese (0-0). Il 2 maggio 2012 segna il suo primo gol nella massima serie, decisivo per la vittoria (1-0) sul campo del Cesena. Il secondo gol in Serie A arriva all'ultima giornata del campionato, il 13 maggio, che porta il risultato sul 2-0 per l'Udinese sul campo del Catania.
Gioca con più regolarità nella stagione seguente, segnando anche in Europa League il gol del 2-3 contro gli svizzeri dello Young Boys allo Stadio Friuli. L'Udinese risulta ultima del girone (composto anche da Liverpool e Anži Machačkala) e viene eliminata.
Il 31 gennaio 2013, ultimo giorno di calciomercato, passa in prestito al Palermo, esordendo il 3 febbraio seguente, da titolare, in Palermo-Atalanta (1-2) della 23ª giornata, sotto la guida tecnica di Gian Piero Gasperini; esce al 68' per far posto a Mauro Formica. La settimana seguente, con Alberto Malesani allenatore, in occasione di Palermo-Pescara della 24ª giornata segna il suo primo gol con la maglia rosanero fissando il risultato sull'1-1. Successivamente gioca tutte le partite con i tecnici Malesani e il rientrante Gasperini, mentre con l'arrivo di Sannino gioca in due incontri, l'ultimo dei quali alla 31ª giornata. La stagione si conclude con la retrocessione dei rosanero, sancita il 12 maggio 2013 dalla sconfitta esterna per 1-0 contro la Fiorentina della 37ª giornata.
Il 19 luglio 2013 viene acquistato dal Watford, squadra militante nel Championship (la seconda divisione inglese) di proprietà della famiglia Pozzo.
Il suo rendimento in Inghilterra è al di sotto delle aspettative, indi per cui il 31 gennaio 2014, ultimo giorno di calciomercato, passa in prestito al Siena, in Serie B. A fine stagione fa ritorno al Watford.
Il 16 gennaio 2015 passa in prestito per 3 mesi al Millwall. segnando il suo primo gol il 26 febbraio nella sconfitta interna contro lo Sheffield Wednesday. Il 26 marzo 2015 va in prestito per altri 3 mesi al Birmingham City.
Finiti i prestiti torna al Watford ma il 27 luglio 2015 viene ceduto ancora una stagione in prestito in Championship al Middlesbrough. Nel 27 gennaio 2016 torna, definitivamente, al Birmingham City. Successivamente Finisce fuori rosa e nel gennaio 2017 passa in prestito allo Spezia, in Serie B italiana. Dopo avere segnato solo un gol in pochi mesi contro la Pro Vercelli, l'anno dopo, sempre in prestito, viene ceduto al Real Oviedo nella Segunda Division Spagnola.

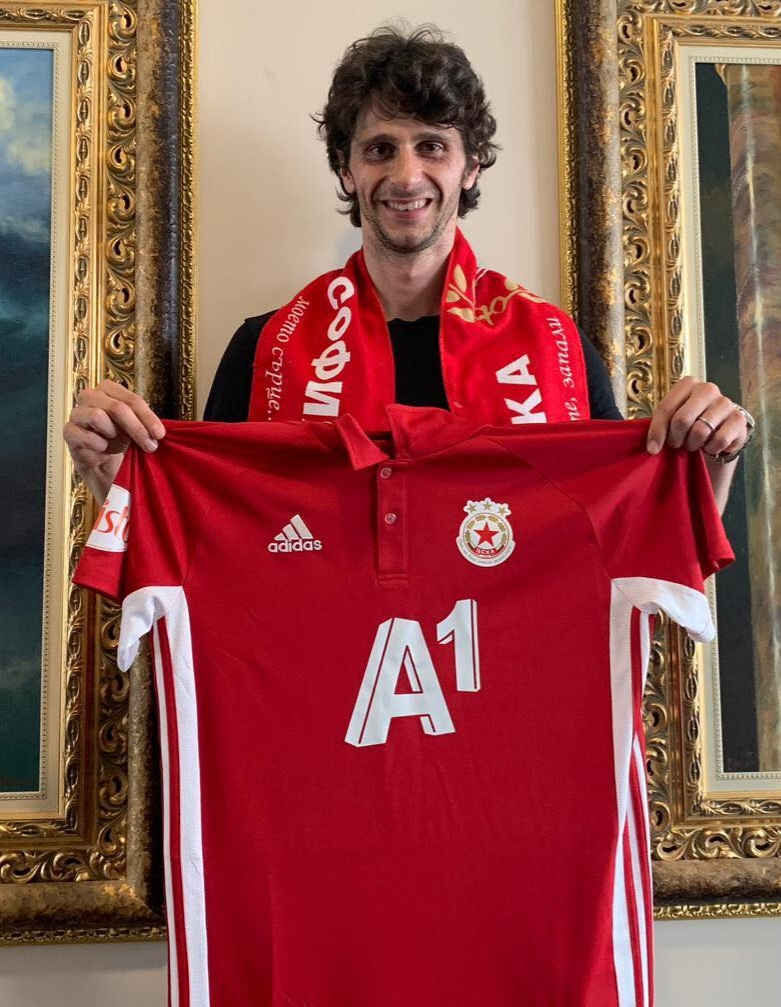
Diego Fabbrini il giorno della presentazione per il.

Dopo essere rimasto svincolato dal Birmingham City, il 3 settembre 2018 viene ingaggiato dal Botoșani, squadra militante nel massimo campionato rumeno. A fine campionato, disputando i play-out, riesce a conquistare la salvezza e la permanenza in massima divisione. Il 28 maggio 2019, a campionato concluso, viene ceduto al CSKA Sofia, squadra con sede a Sofia e partecipante alla Prima Lega.
Il 22 agosto 2019, torna a disputare la Liga I rumena venendo acquistato dalla Dinamo Bucarest.
Il 17 luglio 2021 fa ritorno in Italia firmando un biennale per l'Ascoli.
Il 31 gennaio 2022, passa in prestito fino a fine stagione all'Alessandria, sempre in Serie B.
Rientrato ad Ascoli nell'estate successiva, non viene impiegato nella prima parte della nuova annata; quindi, il 31 gennaio 2023, ultimo giorno della finestra invernale di mercato, Fabbrini passa a titolo definitivo alla Lucchese, in Serie C.
L'11 gennaio 2024, Fabbrini si unisce da svincolato alla Sambenedettese, in Serie D.

### Nazionale
Il 3 settembre 2010 debutta in Nazionale Under-21 nella partita Bosnia ed Erzegovina-Italia (0-1) disputata a Sarajevo, valida per le qualificazioni all'Europeo 2011. Il 17 novembre, alla prima partita del nuovo commissario tecnico Ciro Ferrara, veste la fascia di capitano nell'amichevole disputata contro la Turchia a Fermo. Il 24 marzo 2011 segna il suo primo gol con l'Under-21 nell'amichevole vinta per 3-1 contro la Svezia.
Il 13 agosto 2012 viene convocato per la prima volta in Nazionale maggiore dal c.t. Cesare Prandelli, in sostituzione di Mario Balotelli. Esordisce con gli Azzurri il 15 agosto successivo, a 22 anni, entrando nel secondo tempo della partita amichevole Italia-Inghilterra (1-2) disputata a Berna.

## Statistiche

### Presenze e reti nei club
Statistiche aggiornate al 20 maggio 2025.
| Stagione               | Squadra                | Campionato             | Campionato | Campionato | Coppe nazionali | Coppe nazionali | Coppe nazionali | Coppe europee | Coppe europee | Coppe europee | Altre coppe | Altre coppe | Altre coppe | Totale | Totale | Totale |
| Stagione               | Squadra                | Comp                   | Pres       | Reti       | Comp            | Pres            | Reti            | Comp          | Pres          | Reti          | Comp        | Pres        | Reti        | Pres   | Reti   |        |
| ---------------------- | ---------------------- | ---------------------- | ---------- | ---------- | --------------- | --------------- | --------------- | ------------- | ------------- | ------------- | ----------- | ----------- | ----------- | ------ | ------ | ------ |
| 2009-2010              | Empoli                 | B                      | 30         | 1          | CI              | 2               | 0               | -             | -             | -             | -           | -           | -           | 32     | 1      |        |
| 2010-2011              | Empoli                 | B                      | 28         | 2          | CI              | 2               | 0               | -             | -             | -             | -           | -           | -           | 30     | 2      |        |
| Totale Empoli          | Totale Empoli          | Totale Empoli          | 58         | 3          |                 | 4               | 0               |               | -             | -             |             | -           | -           | 62     | 3      |        |
| 2011-2012              | Udinese                | A                      | 15         | 2          | CI              | 1               | 0               | UCL+UEL       | 1+8           | 0             | -           | -           | -           | 25     | 2      |        |
| 2012-gen. 2013         | Udinese                | A                      | 7          | 0          | CI              | 1               | 0               | UCL+UEL       | 2+4           | 0+1           | -           | -           | -           | 14     | 1      |        |
| Totale Udinese         | Totale Udinese         | Totale Udinese         | 22         | 2          |                 | 2               | 0               |               | 15            | 1             |             | -           | -           | 39     | 3      |        |
| gen.-giu. 2013         | Palermo                | A                      | 8          | 1          | CI              | -               | -               | -             | -             | -             | -           | -           | -           | 8      | 1      |        |
| 2013-gen. 2014         | Watford                | FLC                    | 21         | 1          | FACup+CdL       | 2+2             | 0               | -             | -             | -             | -           | -           | -           | 25     | 1      |        |
| gen.-giu. 2014         | Siena                  | B                      | 10         | 1          | CI              | -               | -               | -             | -             | -             | -           | -           | -           | 10     | 1      |        |
| 2014-gen. 2015         | Watford                | FLC                    | 2          | 0          | FACup+CdL       | 0+2             | 0               | -             | -             | -             | -           | -           | -           | 4      | 0      |        |
| Totale Watford         | Totale Watford         | Totale Watford         | 23         | 1          |                 | 6               | 0               |               | -             | -             |             | -           | -           | 29     | 1      |        |
| gen.-mar. 2015         | Millwall               | FLC                    | 12         | 1          | FACup+CdL       | -               | -               | -             | -             | -             | -           | -           | -           | 12     | 1      |        |
| mar.-giu. 2015         | Birmingham City        | FLC                    | 5          | 0          | FACup+CdL       | -               | -               | -             | -             | -             | -           | -           | -           | 5      | 0      |        |
| 2015-gen. 2016         | Middlesbrough          | FLC                    | 22         | 4          | FACup+CdL       | 1+3             | 1+1             | -             | -             | -             | -           | -           | -           | 26     | 6      |        |
| gen.-giu. 2016         | Birmingham City        | FLC                    | 14         | 0          | FACup+CdL       | -               | -               | -             | -             | -             | -           | -           | -           | 14     | 0      |        |
| 2016-gen. 2017         | Birmingham City        | FLC                    | 7          | 0          | FACup+CdL       | 2+0             | -               | -             | -             | -             | -           | -           | -           | 9      | 0      |        |
| Totale Birmingham      | Totale Birmingham      | Totale Birmingham      | 26         | 0          |                 | 2               | 0               |               | -             | -             |             | -           | -           | 28     | 0      |        |
| gen.-giu. 2017         | Spezia                 | B                      | 17+1       | 1          | CI              | -               | -               | -             | -             | -             | -           | -           | -           | 18     | 1      |        |
| 2017-2018              | Real Oviedo            | SD                     | 17         | 1          | CR              | 0               | 0               | -             | -             | -             | -           | -           | -           | 17     | 1      |        |
| 2018-2019              | Botoșani               | L1                     | 19+12      | 4+1        | CR              | 1               | 0               | -             | -             | -             | -           | -           | -           | 32     | 5      |        |
| ago. 2019              | CSKA Sofia             | A-PFG                  | 5          | 0          | CB              | 0               | 0               | UEL           | 6             | 0             | -           | -           | -           | 11     | 0      |        |
| ago. 2019-2020         | Dinamo Bucarest        | L1                     | 10+7       | 0+1        | CR              | 2               | 0               | -             | -             | -             | -           | -           | -           | 19     | 1      |        |
| 2020-2021              | Dinamo Bucarest        | L1                     | 28+7       | 1          | CR              | 4               | 2               | -             | -             | -             | -           | -           | -           | 39     | 3      |        |
| Totale Dinamo Bucarest | Totale Dinamo Bucarest | Totale Dinamo Bucarest | 38+14      | 1+1        |                 | 6               | 2               |               | -             | -             |             | -           | -           | 58     | 4      |        |
| 2021-gen. 2022         | Ascoli                 | B                      | 11         | 0          | CI              | 1               | 0               | -             | -             | -             | -           | -           | -           | 12     | 0      |        |
| gen.-giu. 2022         | Alessandria            | B                      | 12         | 0          | CI              | -               | -               | -             | -             | -             | -           | -           | -           | 12     | 0      |        |
| 2022-2023              | Ascoli                 | B                      | 0          | 0          | CI              | 0               | 0               | -             | -             | -             | -           | -           | -           | 0      | 0      |        |
| Totale Ascoli          | Totale Ascoli          | Totale Ascoli          | 11         | 0          |                 | 1               | 0               |               | -             | -             |             | -           | -           | 12     | 0      |        |
| gen.-giu. 2023         | Lucchese               | C                      | 11+1       | 0          | CI-C            | -               | -               | -             | -             | -             | -           | -           | -           | 12     | 0      |        |
| gen.-giu. 2024         | Sambenedettese         | D                      | 15         | 1          | CI-D            | -               | -               | -             | -             | -             | -           | -           | -           | 15     | 1      |        |
| 2024-2025              | Sambenedettese         | D                      | 16+2       | 0          | CI-D            | 2               | 0               | -             | -             | -             | -           | -           | -           | 20     | 0      |        |
| Totale Sambenedettese  | Totale Sambenedettese  | Totale Sambenedettese  | 31+2       | 1          |                 | 2               | 0               |               | -             | -             |             | -           | -           | 35     | 1      |        |
| Totale carriera        | Totale carriera        | Totale carriera        | 367        | 23         |                 | 28              | 4               |               | 21            | 1             |             | -           | -           | 420    | 28     |        |

### Cronologia presenze e reti in nazionale
| Cronologia completa delle presenze e delle reti in nazionale ― Italia | Cronologia completa delle presenze e delle reti in nazionale ― Italia | Cronologia completa delle presenze e delle reti in nazionale ― Italia | Cronologia completa delle presenze e delle reti in nazionale ― Italia | Cronologia completa delle presenze e delle reti in nazionale ― Italia | Cronologia completa delle presenze e delle reti in nazionale ― Italia | Cronologia completa delle presenze e delle reti in nazionale ― Italia | Cronologia completa delle presenze e delle reti in nazionale ― Italia |
| Data                                                                  | Città                                                                 | In casa                                                               | Risultato                                                             | Ospiti                                                                | Competizione                                                          | Reti                                                                  | Note                                                                  |
| --------------------------------------------------------------------- | --------------------------------------------------------------------- | --------------------------------------------------------------------- | --------------------------------------------------------------------- | --------------------------------------------------------------------- | --------------------------------------------------------------------- | --------------------------------------------------------------------- | --------------------------------------------------------------------- |
| 15-8-2012                                                             | Berna                                                                 | Italia                                                                | 1 – 2                                                                 | Inghilterra                                                           | Amichevole                                                            | -                                                                     | 84’ 86’                                                               |
| Totale                                                                |                                                                       | Presenze                                                              | 1                                                                     |                                                                       | Reti                                                                  | 0                                                                     |                                                                       |

| Cronologia completa delle presenze e delle reti in nazionale ― Italia under 21 | Cronologia completa delle presenze e delle reti in nazionale ― Italia under 21 | Cronologia completa delle presenze e delle reti in nazionale ― Italia under 21 | Cronologia completa delle presenze e delle reti in nazionale ― Italia under 21 | Cronologia completa delle presenze e delle reti in nazionale ― Italia under 21 | Cronologia completa delle presenze e delle reti in nazionale ― Italia under 21 | Cronologia completa delle presenze e delle reti in nazionale ― Italia under 21 | Cronologia completa delle presenze e delle reti in nazionale ― Italia under 21 |
| Data                                                                           | Città                                                                          | In casa                                                                        | Risultato                                                                      | Ospiti                                                                         | Competizione                                                                   | Reti                                                                           | Note                                                                           |
| ------------------------------------------------------------------------------ | ------------------------------------------------------------------------------ | ------------------------------------------------------------------------------ | ------------------------------------------------------------------------------ | ------------------------------------------------------------------------------ | ------------------------------------------------------------------------------ | ------------------------------------------------------------------------------ | ------------------------------------------------------------------------------ |
| 3-9-2010                                                                       | Sarajevo                                                                       | Bosnia ed Erzegovina under 21                                                  | 0 – 1                                                                          | Italia under 21                                                                | Qual. Europeo Under-21 2011                                                    | -                                                                              | 60’                                                                            |
| 7-9-2010                                                                       | Pescara                                                                        | Italia under 21                                                                | 1 – 0                                                                          | Galles under 21                                                                | Qual. Europeo Under-21 2011                                                    | -                                                                              |                                                                                |
| 8-10-2010                                                                      | Rieti                                                                          | Italia under 21                                                                | 2 – 0                                                                          | Bielorussia under 21                                                           | Qual. Europeo Under-21 2011                                                    | -                                                                              | 85’ · Play-off – And.                                                          |
| 12-10-2010                                                                     | Barysaŭ                                                                        | Bielorussia under 21                                                           | 3 – 0 dts                                                                      | Italia under 21                                                                | Qual. Europeo Under-21 2011                                                    | -                                                                              | Play-off – Rit.                                                                |
| 17-11-2010                                                                     | Fermo                                                                          | Italia under 21                                                                | 2 – 1                                                                          | Turchia under 21                                                               | Amichevole                                                                     | -                                                                              | 68’                                                                            |
| 8-2-2011                                                                       | Empoli                                                                         | Italia under 21                                                                | 1 – 0                                                                          | Inghilterra under 21                                                           | Amichevole                                                                     | -                                                                              | 46’                                                                            |
| 24-3-2011                                                                      | Reggio Emilia                                                                  | Italia under 21                                                                | 3 – 1                                                                          | Svezia under 21                                                                | Amichevole                                                                     | 1                                                                              | 64’                                                                            |
| 29-3-2011                                                                      | Kassel                                                                         | Germania under 21                                                              | 2 – 2                                                                          | Italia under 21                                                                | Amichevole                                                                     | -                                                                              | 46’                                                                            |
| 1º-6-2011                                                                      | Tolone                                                                         | Costa d'Avorio under 21                                                        | 0 – 2                                                                          | Italia under 21                                                                | Torneo di Tolone - 1º turno                                                    | -                                                                              | 55’                                                                            |
| 3-6-2011                                                                       | Saint-Raphaël                                                                  | Italia under 21                                                                | 1 – 1                                                                          | Portogallo under 21                                                            | Torneo di Tolone - 1º turno                                                    | -                                                                              | 60’                                                                            |
| 8-6-2011                                                                       | Tolone                                                                         | Francia under 21                                                               | 1 – 0                                                                          | Italia under 21                                                                | Torneo di Tolone - Semifinale                                                  | -                                                                              | 59’                                                                            |
| 10-8-2011                                                                      | Varese                                                                         | Italia under 21                                                                | 1 – 1                                                                          | Svizzera under 21                                                              | Amichevole                                                                     | -                                                                              | 46’                                                                            |
| Totale                                                                         |                                                                                | Presenze                                                                       | 12                                                                             |                                                                                | Reti                                                                           | 1                                                                              |                                                                                |

## Palmarès
- Serie D: 1

Sambenedettese: 2024-2025 (girone F)